# Peter Niesink
Peter Niesink (Doetinchem, 1972) is een Nederlands verenigingsbestuurder bij BOVAG.
Niesink studeerde MBA aan Nyenrode Breukelen en was werkzaam als beleidsmedewerker bij Zorgverzekeraars Nederland en als directeur bij de Nederlandse Vereniging voor Psychiatrie en sinds 2012 bij BOVAG. Hij is sinds oktober 2014 algemeen directeur en sinds januari 2015 ook lid van het verenigingsbestuur van BOVAG. 